# Sulcia
Sulcia is een geslacht van spinnen uit de  familie van de Leptonetidae.

## Soorten
- Sulcia armata Kratochvíl, 1978
- Sulcia cretica Fage, 1945
  - Sulcia cretica lindbergi Dresco, 1962
  - Sulcia cretica violacea Brignoli, 1974
- Sulcia inferna Kratochvíl, 1938
- Sulcia mirabilis Kratochvíl, 1938
- Sulcia montenegrina (Kratochvíl & Miller, 1939)
- Sulcia nocturna Kratochvíl, 1938
- Sulcia occulta Kratochvíl, 1938
- Sulcia orientalis (Kulczynski, 1914)